# Kokushi daijiten
Le Kokushi daijiten (国史大辞典, littéralement « Grand dictionnaire d'Histoire nationale ») est un grand dictionnaire d'histoire générale du Japon publié par la maison Yoshikawa Kobunkan de Tokyo. L'édition originale de 1927 comptait six volumes. L'édition actuellement disponible a été rédigée et commercialisée sur une période de dix-huit ans, de 1979 à 1997.

## Présentation générale
Le Kokushi daijiten se compose d'un total de 14 volumes d'entrées en plus de trois volumes d'index (numérotés comme vol. 15 supérieur, moyen et inférieur). Une caractéristique remarquable du dictionnaire est l'inclusion de grandes plaques et cartes en couleur brillante de haute qualité en plus d'illustrations en noir et blanc qui accompagnent les entrées du texte.

## Organisation
Le dictionnaire est organisé suivant le syllabaire phonétique japonais à partir de la lettre « A », par opposition à l'ordre iroha. Les entrées sont marquées en hiragana ou katakana selon ce qui est approprié, suivi des kanjis ou lettres occidentales le cas échéant. Chaque entrée est signée par son auteur, généralement un expert universitaire dans un domaine connexe.

## Index
L'index en trois volumes est séparé par type d'entrée. Le premier volume (« supérieur ») contient un supplément contenant les entrées ne figurant pas dans les volumes originaux ainsi que des index pour des événements historiques (shiryô) et des noms de lieux (chimei). Le deuxième volume est un index des noms de personnes (jinmei) et le volume trois un index pour « thèmes » (jikô). Chaque entrée d'index (qui figure en kanji) contient le numéro du volume, la page et la ligne sur laquelle le terme apparaît, ainsi que le titre de l'entrée sous lequel il apparaît.

## Réception
Une critique souvent adressée au Kokushi daijiten est qu'ayant été composé sur une période de près de vingt ans et publié volume par volume dans l'ordre syllabaire, certaines informations depuis les premiers volumes sont déjà devenues obsolètes. Il est généralement considéré comme étant légèrement conservateur, ce qui le rend moins imaginatif que ses concurrents, tels que le Heibonsha et le Nihonshi daijiten, mais par là-même factuellement plus fiable.